# 晚雨海世

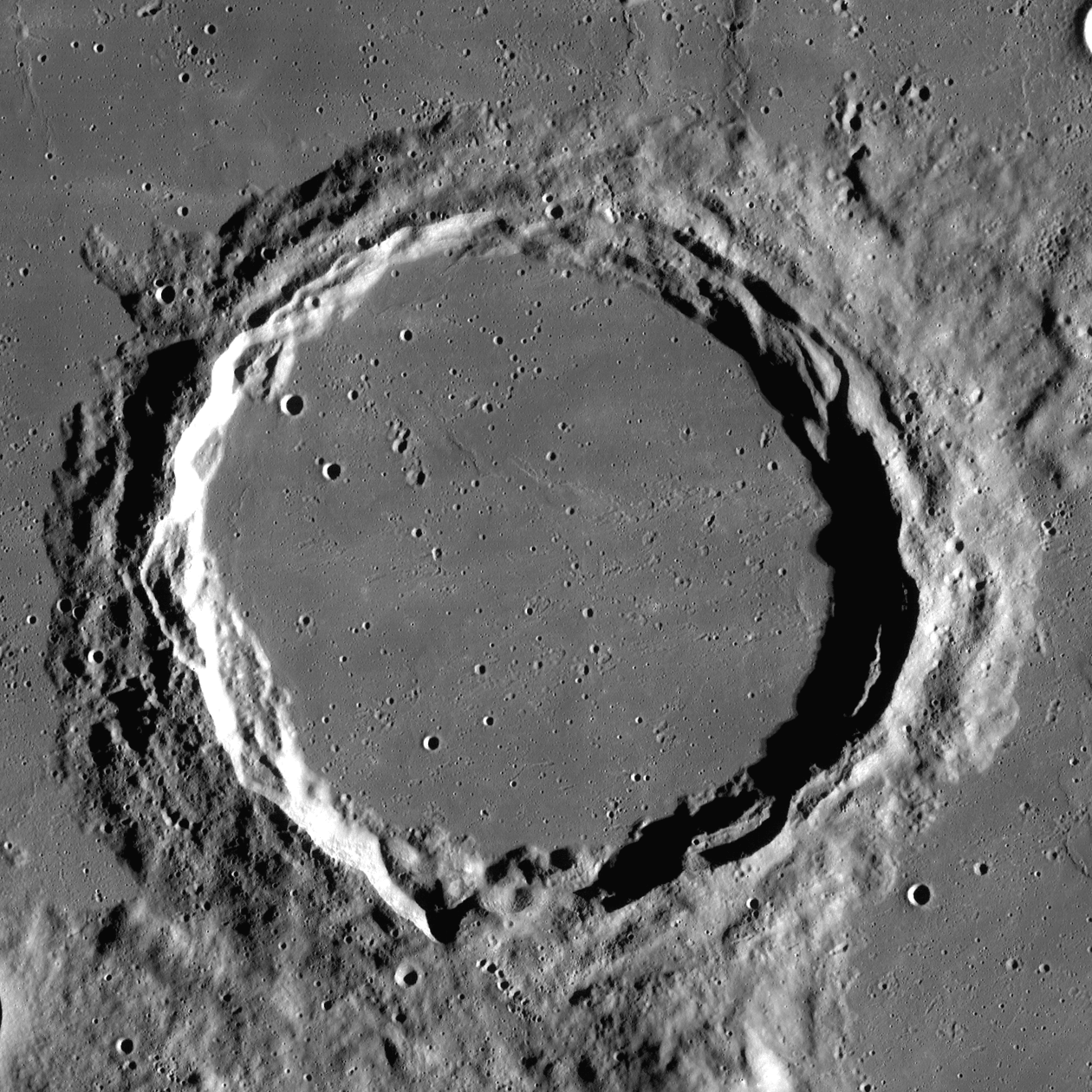
阿基米德陨石坑 — 形成于雨海纪晚期

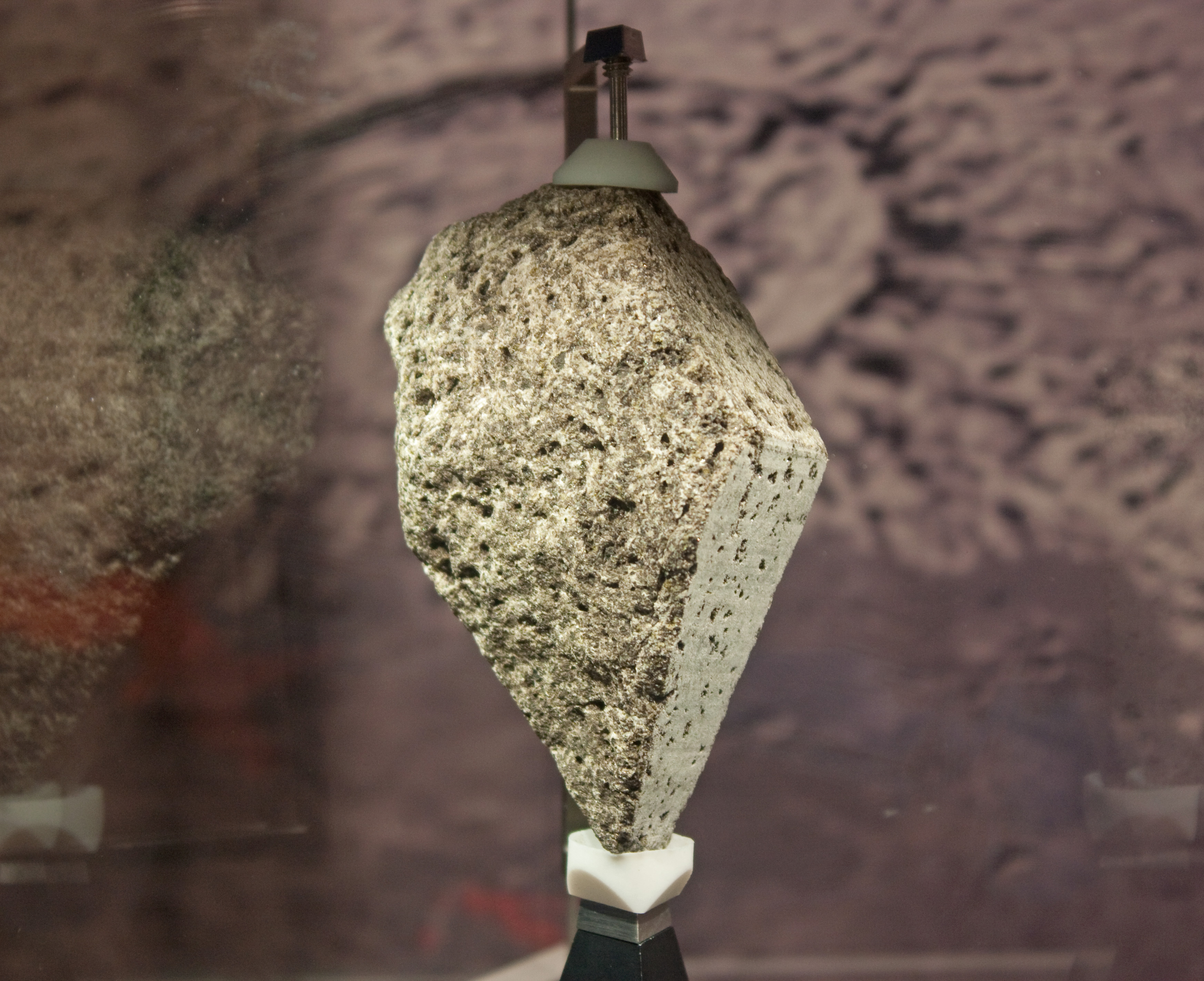
约形成于33亿年前的月球橄榄玄武岩

晚雨海世（Late Imbrian）属于月球地质年代中雨海纪的后半段，起始于38-37.2亿年前，终止于32.4-31.1亿年前，持续时间约5-7亿年。其下限标志为大面积散布的东方海盆地溅射物，它们与已发现的比它更老或更年轻的地层相重叠，但地层的上限年龄基准目前还没有，根据一项提议，可通过陨石坑地表的倾斜度来确定（该时期直径小于<240 ± 10 米的陨坑，其内侧壁平滑倾斜率接近1°）。
正是在这一期间，月球撞击盆地底部部分被下层的地幔熔化并被玄武岩漫塞。由于早雨海世的撞击，月球的岩石层变薄，导致地幔因上层压力骤减而上升，熔化了接近月表的的地层；同时，由于隔热覆盖层的减少，上涌的岩浆穿透了地壳。晚雨海世是月球表面熔岩四溢的时代，这一时期的月球，其三分之二是由月海表面所构成。大部分从月球带回地球研究的月岩样本都来自这一时代。
该时期月球上一些极大的陨石坑）：

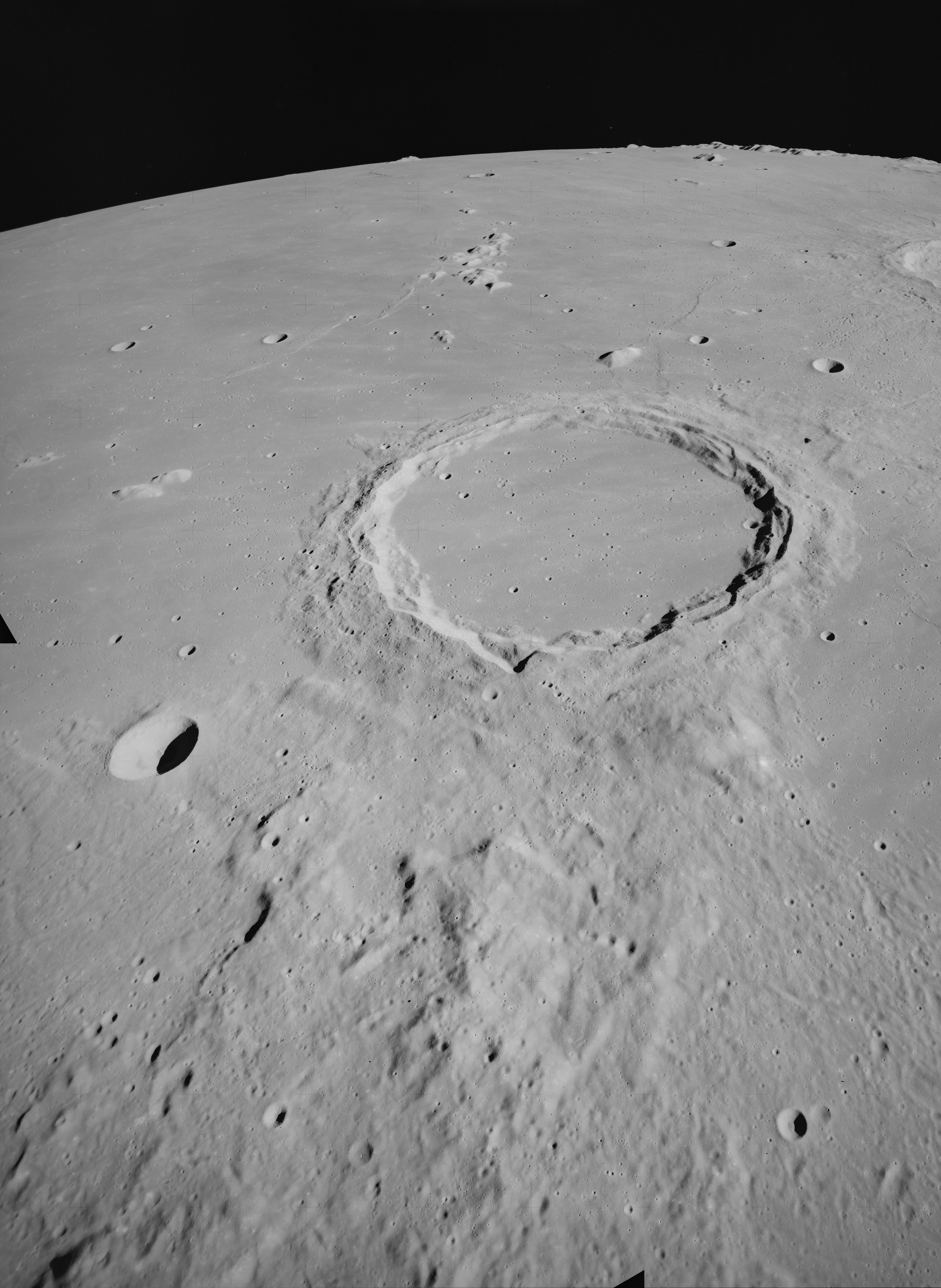
阿基米德环形山

- 在月球正面：已被掩没的虹湾、洪堡环形山、柏拉图坑、薛定谔环形山、波希多尼环形山、皮科洛米尼环形山、施吕特环形山、阿特拉斯陨石坑、阿基米德陨石坑、拉彼鲁兹环形山、黑尔环形山。
- 在月球背面：齐奥尔科夫斯基环形山、安东尼亚第环形山、艾特肯环形山、居里环形山、普朗克环形山、柯瓦列夫斯卡娅环形山、朗格马克环形山、詹纳环形山和其它等等。

一种确定的天体表面具体年龄的重要方法，就是计算这些区域在存续期间所积累的陨石坑数量。晚雨海世月球表面直径大于1公里的撞击坑密度为2500至22000个/百万公里2，直径大于20公里撞击坑约28个/百万公里2。
月球这段地质期相当于地球上太古宙的后半期。